# 粭島
粭島（すくもじま）は、山口県周南市にある島。

## 地理
- 周南市市街地から南東約15kmに位置する。

## 歴史
- 「フグ（フク）延縄漁発祥の地」として知られる。
- 貴船神社の夏祭りで行われる「海を渡る神輿」は、海上安全と豊漁を祈願する伝統行事となっている。

## 施設
- 周南市立粭島小学校
2012年度（2013年3月）を以って閉校。
- 周南市粭島市民センター

## アクセス
- 山口県道170号粭島櫛ヶ浜停車場線が島への唯一のアクセス道路であり、日本精蠟の工場がある大島から橋（小瀬戸橋）を渡る。
- 島内には「粭島」と「大東」の二つのバス停があり、防長交通が徳山駅前との間に1日5便のバスを走らせている。

## 話題
- 「高松」姓と「石丸」姓が圧倒的に多い。
- 「粭」の文字の用例として他に見られず、「粭」はJIS漢字の中で幽霊文字と扱われた事があった。